# Wyndham Clark
Wyndham Robert Clark (Denver, 9 december 1993) is een golfprofessional uit de Verenigde Staten die sinds 2021 op de PGA Tour speelt. 
In mei 2023 won hij op de Wells Fargo Championship zijn allereerste PGA Tour-titel win, en één maand later won hij met de US Open zijn eerste majortoernooi.

## Amateur
Clark ging naar de Valor Christian High School in Highlands Ranch, Colorado, waar hij reeds tweemaal het golfkampioenschap van de staat Colorado won en in 2011 werd uitgeroepen tot speler van het jaar. In 2012 schreef hij zich aanvankelijk in bij Oklahoma State University, waar hij in 2013 op een gedeelde negende plaats eindigde in het strokeplaytoernooi van het U.S. Amateur. Hij stapte over naar Oregon in 2016, waar hij als golfer succesvoller was en in datzelfde jaar werd uitgeroepen tot GolfWeek Player of the Year. Hij studeerde af aan de universiteit met een diploma in bedrijfskunde in 2017.

## Professional
Clark begon zijn profcarrière op de Web.com Tour-kwalificatie in 2017, waar hij op een gedeelde 23e plaats en hij zijn Tour-kaart voor het seizoen 2018 verdiende. Hij speelde 24 toernooien op de Web.com Tour, met in totaal vier plaatsen in de top-10. In de eindranking stond Clark op een 16e plaats, waarmee hij zich kwalificeerde voor de PGA Tour voor het seizoen 2018-19.
Na een relatief anoniem debuutseizoen in de PGA Tour, behaalde Clark met een tweede plaats op het Bermuda Championship in 2020 zijn eerste topnotering op de Tour.
In mei 2023 boekte Clark zijn allereerste PGA Tour-overwinning. Op het Wells Fargo Championship hield hij Xander Schauffele met vier slagen verschil achter zich.
Op 18 juni 2023 won Clark de US Open te winnen op de Los Angeles Country Club, door Rory McIlroy met één slag verschil te verslaan en het prijzengeld van $3,6 miljoen te verdienen. Voor Clark was het pas zijn 7e start op een majortoernooi, en hij had hiervoor nooit een beter resultaat behaald dan een gedeelde 75e plaats op majors.
Door zijn goede spel en overwinningen in 2023 kwalificeerde Clark zich via de Ryder Cup-ranking voor het Amerikaanse team dat in Rome deelnam aan de Ryder Cup. Het Amerikaanse team verloor de Ryder Cup van het Europese team met een score van 16,5 tegen 11,5.
In februari 2024 speelde Clark een ronde van 60 slagen op Pebble Beach Golf Links, wat een nieuw baanrecord was. Hij stond daarmee aan de leiding op de AT&T Pebble Beach Pro-Am, met één slag voorsprong op Ludvig Åberg. Het toernooi werd na 54 holes afgeblazen vanwege slecht weer en Clark werd tot winnaar van het toernooi uitgeroepen.

## Gewonnen toernooien

### PGA Tour
- Wells Fargo Championship (2023)
- US Open (2023)
- AT&T Pebble Beach Pro-Am (2024)